# アスペクト (企業)
株式会社アスペクト（英称:Aspect Corporation）は、かつて存在した日本の出版社。本社は東京都台東区に所在。

## 沿革
『ファミ通』系の書籍・雑誌の発行に関しては、トーハンや日販などの取次会社に対して岩波書店と同様の「書店からの返本を認めない販売」のみの契約しか持っていなかった、(旧)アスキー社の「販売窓口」のような存在であり、実際に編集製作を行っていたのはアスキーである。
- 1985年12月 - (旧)アスキーの子会社として株式会社ビジネス・アスキーを設立。後にゲーム攻略本などアスキーの雑誌『ファミ通』の関連書籍を発売するようになる。
- 1991年 - 株式会社アスペクトに商号変更。
- 1993年 - アスキーのファンタジー系文芸雑誌『LOGOUT』関連の文庫レーベル・ログアウト冒険文庫を創刊する。
- 1995年 - アスキーのパソコンゲーム雑誌『ログイン』から分離したアダルトゲーム雑誌『E-LOGIN』を創刊。
- 1996年 - アスキーの『TECH Win』から分離したアダルトゲーム雑誌『TECH GIAN』を創刊、前年創刊のE-LOGINとの社内競合状態は両誌がエンターブレインに譲渡された後の2003年末まで続く。
- 1998年7月 - 前年に創刊したコンピュータゲームのノベライズ作品を扱うレーベル・ファミ通ゲーム文庫及び、ログアウト冒険文庫の後継ながら短命に終わったログアウト文庫を統合しファミ通文庫を創刊。
- 1999年3月 - 株式会社スパイクの出版事業を継承。
- 2000年 - アスキーのグループ再編により雑誌やゲーム攻略本・ファミ通文庫などの事業をエンターブレインに譲渡。これに伴い、ゲームやコンピュータ関連書籍中心の路線から一般書籍中心の総合出版社に転換する。
- 2002年 - 旧アスキーグループがユニゾンキャピタルに買収されたことに伴い、グループを離脱しセガ傘下となる。
- 2004年 - セガグループから独立。
- 2004年7月 - BS-i（現 BS-TBS）にてテレビ番組「BQ」の制作・放送開始（〜2006年3月まで）。
- 2005年2月1日 - 同社Webサイト「アスペクトONLINE」を全面改修し、商品カタログの充実とEC機能の強化を図る。リニューアル後Webマガジン、特集記事、著者インタビューを数多く立ち上げる。
- 2007年5月 - 電子書店アスペクトをオープン。国内外約700社、8万数千点のデジタルコンテンツおよび電子書籍の販売サイトを開設[3]。
- 2008年10月 - デジタルメディア事業部門を分社化し、全額出資子会社として「アスペクトデジタルメディア株式会社」を設立[広報 1]。
- 2008年11月 - 「コンテンツ大国、日本の売れ筋が一目で分かる」を基本コンセプトにしたランキングデータ比較サイト「ランキング ニッポン」をオープン[広報 2]。
- 2008年12月 - アスペクトデジタルメディア株式会社のオリジナル電子書籍、デジタルコンテンツの販売サイトを開設。同月、B2B事業として、DRMソリューション「電子書店アスペクトコンテンツデリバリーシステム」のSaas、ASPサービスの詳細を記者発表。コンテンツホルダー向けB2Bサービスを開始。
- 2015年11月 - 株式会社アスペクト・エス・ピー・シーの出版事業を株式会社アスペクトが継承。
- 2023年3月 - 株式会社アスペクト・エス・ピー・シーと株式会社アスペクトが破産手続きを開始[1]。連帯保証人となっていた西和彦も破産を申し立てられた[4]。

## 主な発行物

### 雑誌
- 猫ぐらし[5]（2、5、8、11月の12日発売)
- PR誌アスペクト - 出版社アスペクト発行のフリーペーパー、2009年9月号で休刊。
- 浦和レッズマガジン　（発行：フロムワン） - 毎月12日発売。2006年4月創刊。アスペクトからの発売は2010年1月号までで以降発売元を朝日新聞出版に移行。
- CALCiO2002（発行：フロムワン） - イタリアセリエAの専門誌。発売元を朝日新聞出版に移行。
- SOCCERZ （発行：フロムワン）- 2007年3月号をもって休刊。Jリーグサッカーキングの前身。

### Webマガジン
- 織田哲郎Project2007 - 2007年4月スタート。作曲家、アーティスト、音楽プロデューサー織田哲郎のロングインタビューが連載中。
- 岡本翔子著「完全版 心理占星学入門」読者専用ホロスコープ作成サイト
- 作家・角田光代 つれづれ雑記 - 2007年12月スタート。作家・角田光代の日記を公開。2005年10月からのバックナンバーも用意している。
- 社会派くんがゆく! - 2007年11月リニューアル。唐沢俊一と村崎百郎による対談形式の社会時評。
- 写真家内山英明公式Webサイトunderground - 2005年12月オープンの同社が運営するウェブサイト。第25回伊奈信男賞（2000年）、第25回土門拳賞（2006年）受賞の写真家内山英明の作品を紹介している。
- フューチャー・グラフィックス (Future Graphics) - 同社発行のCG関連書籍連動の無料サンプルデータを提供しているサービスサイト。2007年12月リニューアル。
- 成功するインド株 - 2005年8月連載開始のインド株攻略法を徹底解説したWeb連載（全20回）。
- 豊崎由美×永江朗 「書評ほどオイシイ商売はない!?」 - 面白い小説に出合う方法から、ブックレビューの役割、そして出版業界の裏話まで、縦横無尽のトークバトル（全4回）。
- 水道橋博士×唐沢俊一 特別対談「博士の異常な健康」鑑定（全6回）
- 持たない暮らし - ベストセラー『持たない暮らし』の著者金子由紀子を囲んでの鼎談（全5回）。
- 『百年の誤読　海外文学篇』刊行記念特別鼎談 岡野宏文×豊崎由美 ゲスト：鴻巣友季子

### レーベル
- アスペクト文庫
- アスペクト新書
- アスペクトノベルズ（発行停止） - 発売元のみ。発行元はアスキー（当時）。
- ログアウト冒険文庫（発行停止）